# Karel van den Sigtenhorst
Karel van den Sigtenhorst (Den Haag, 22 juli 1925 - 20 november 2014) was een Nederlands wapentekenaar.

## Biografie
Van den Sigtenhorst was een zoon van Hendrik Gerhardus Sebastiaan van den Sigtenhorst (1896-1981), commies bij het gemeentelijk gasbedrijf van Den Haag, en Hendrika Antonetta Maria Bloemker (1901-1973). Hij volgde een opleiding tot reclametekenaar aan de Academie van Beeldende Kunsten in Den Haag maar legde zich daarna vooral toe op de heraldiek. Zijn leermeester daarbij was de oud-kolonel Johan Christoffel Pieter Willem Apollo Steenkamp (1865-1955). In 1943 won hij de gedeelde tweede prijs in de Rietstap-prijsvraag, die was georganiseerd door het Departement van Volksvoorlichting en Kunsten; hij deelde die prijs met Paul van Alff, voorganger als wapentekenaar bij de Hoge Raad van Adel. Hij was sinds 1947 wapentekenaar voor de Hoge Raad van Adel en het Centraal Bureau voor Genealogie en leverde veel wapentekeningen voor de jaarlijkse uitgaven van het Nederland's Adelsboek en het Nederland's Patriciaat. Daarnaast tekende hij ook in opdracht van Gerard Halwasse die een genealogisch-heraldisch-historisch bureau en antiquariaat had. Waar zijn voorgangers, zoals Johannes Matthijs Lion en Johannes Evert van Leeuwen, zich vooral lieten inspireren door neogotiek en neorenaissance, zorgde Van den Sigtenhorst voor de omslag naar de moderne heraldiek. Zijn stijl wordt aangemerkt als die van de Republiek en leverde symmetrisch en toch eenvoudig tekenwerk; hij maakte die oude stijl strakker en moderner. Zijn manier van tekenen werd dusdanig geapprecieerd dat opdrachtgevers van andere tekenaars dezelfde stijl verwachtten als die van Van den Sigtenhorst. Hij was ook inspirator en leermeester van een volgende generatie wapentekenaars zoals Henk 't Jong en Cor Böhms. In 1991 was hij medeoprichter van het Heraldisch Gezelschap De Kraanvogel. Eind 1993 stopte hij met tekenen; hij overleed op 89-jarige leeftijd.

### Nalatenschap
Een deel van de nalatenschap van Van den Sigtenhorst werd in februari 2015 overgedragen aan het Centraal Bureau voor Genealogie. Hiertoe behoren bijvoorbeeld documentatie over oude ridderorden en oude zegelstempels.